# Argemone parva
Argemone parva är en vallmoväxtart som först beskrevs av Stanley Larson Welsh, och fick sitt nu gällande namn av Noel Herman Holmgren och P.K.Holmgren. Argemone parva ingår i släktet taggvallmor, och familjen vallmoväxter. Inga underarter finns listade i Catalogue of Life.